# Mazzarrà Sant'Andrea
Mazzarrà Sant'Andrea är en ort och kommun i storstadsregionen Messina, innan 2015 i provinsen Messina, i regionen Sicilien i sydvästra Italien. Kommunen hade 1 499 invånare (2017).